# Milan Jungmann
Milan Jungmann (18. ledna 1922 Hořany – 27. ledna 2012 Praha) byl český literární kritik a překladatel.

## Život

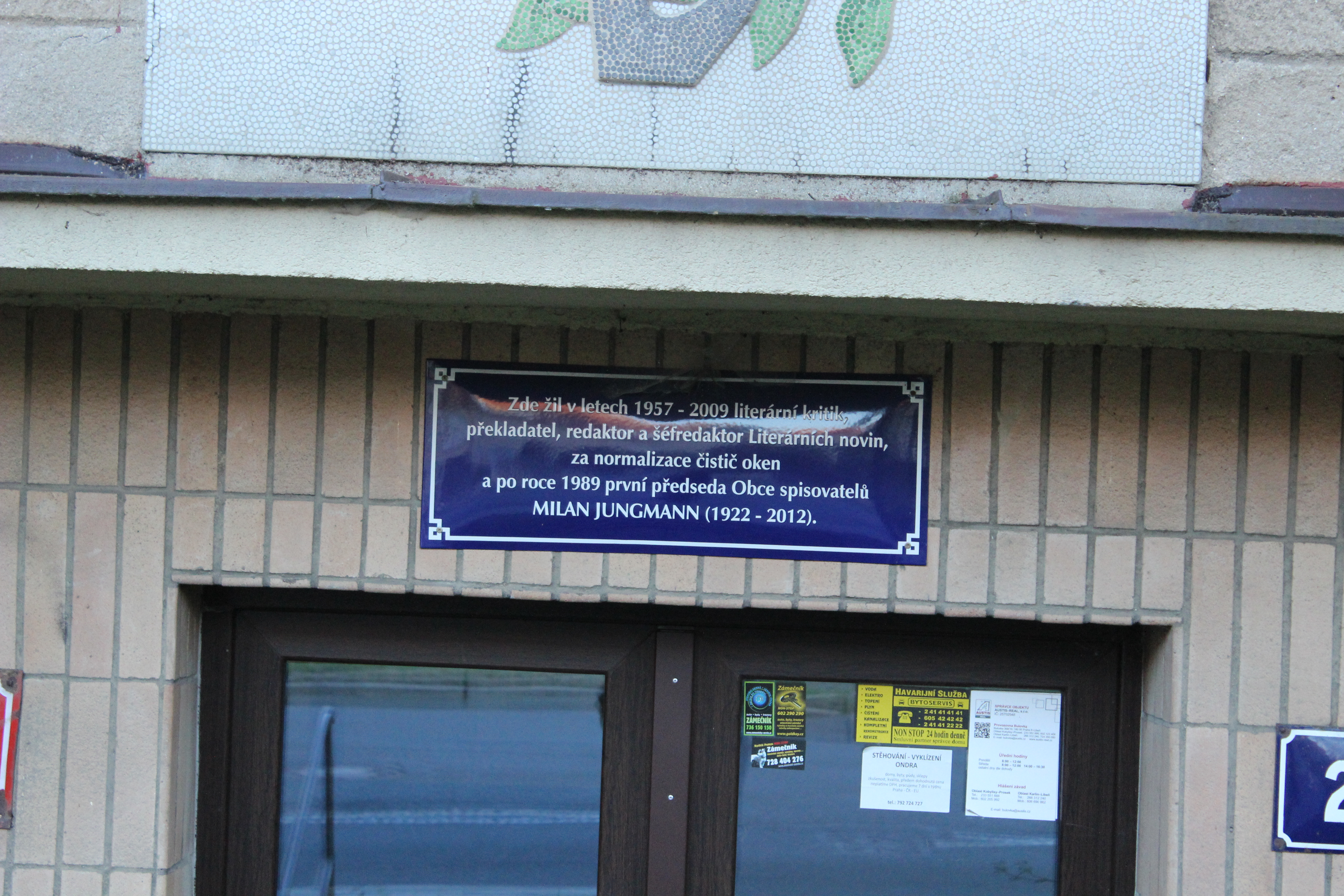
Informační tabulka na domě v pražské Čimické ulici

V říjnu 1938 (po zabrání Sudet) se přestěhoval do Prahy, kde vystudoval gymnázium. Po gymnáziu absolvoval roční knihovnickou školu. Od 1942 pracoval v knihovně protektorátního Ministerstva školství a národní osvěty. Po druhé světové válce se stal knihovníkem Ministerstva informací a osvěty. 1948-1951 byl redaktorem úředního bulletinu "Přehled sovětského tisku", 1952-1954 vedoucím redaktorem měsíčníku Praha-Moskva. V roce 1953 byl členem kolektivu autorů nových socialistických čítanek pro základní a střední školy a spoluautorem učebnice "Nástin dějin české literatury". Od roku 1946 studoval na Filozofické fakultě Univerzity Karlovy slovanské literatury, filozofii a estetiku. Poté, co ukončil studia, působil v letech 1954-1955 jako ředitel Národní knihovny v Praze. Od roku 1955 byl redaktorem Literárních novin a šéfredaktorem od roku 1964 až do jejich zrušení v roce 1969. Po zrušení Literárních novin měl zákaz publikační činnosti.
Od roku 1972 pracoval jako čistič výloh v podniku, toto povolání vykonával až do roku 1982. Během této doby překládal pod cizím jménem z ruštiny.
Od roku 1982 publikoval své literární kritiky v samizdatovém časopise Obsah. V roce 1990 se stal předsedou Obce spisovatelů; funkci zastával až do roku 1994.

## Dílo
- Obléhání Tróje, 1969, jakýsi sborník jeho recenzí a literárních prací
- Cesty a rozcestí, 1987 v cizině
- V obklíčení příběhů
- Literárky, můj osud, vzpomínky
- Průhledy do české prózy, 1990

## Ocenění
- Cena Toma Stopparda, 1985[3]
- Cena F. X. Šaldy za rok 1995[4]
- Cena Nadace Český literární fond